# Basler Ausschuss
Der Basler Ausschuss für Bankenaufsicht (englisch Basel Committee on Banking Supervision, BCBS; kürzer als Basler Ausschuss bezeichnet) wurde 1974 von den Zentralbanken und Bankaufsichtsbehörden der G10-Staaten als Reaktion auf den Konkurs der Herstatt-Bank und weiterer Banken gegründet. Er hat seinen Sitz an der Bank für Internationalen Zahlungsausgleich (BIZ, englisch Bank for International Settlements, BIS) in Basel. Zwar ist der Ausschuss institutionell von der BIZ unabhängig. Er wird jedoch von ihr logistisch und technisch unterstützt.

## Funktionsweise
Der Ausschuss tritt alle drei Monate zusammen.
Seine Hauptaufgabe ist es, zur Einführung hoher und möglichst einheitlicher Standards in der Bankenaufsicht beizutragen. Dafür arbeitet der Ausschuss Richtlinien und Empfehlungen aus, auf die sich die Aufsichtsbehörden eines Landes stützen können. Diese Richtlinien sind nicht rechtlich zwingend, sondern stellen lediglich Empfehlungen dar, die in nationales Recht umgesetzt werden können. Im Allgemeinen wird aber davon ausgegangen, dass die Empfehlungen übernommen werden, da die Richtlinien in Diskussion mit Banken und Aufsichtsbehörden in aller Welt entstehen.

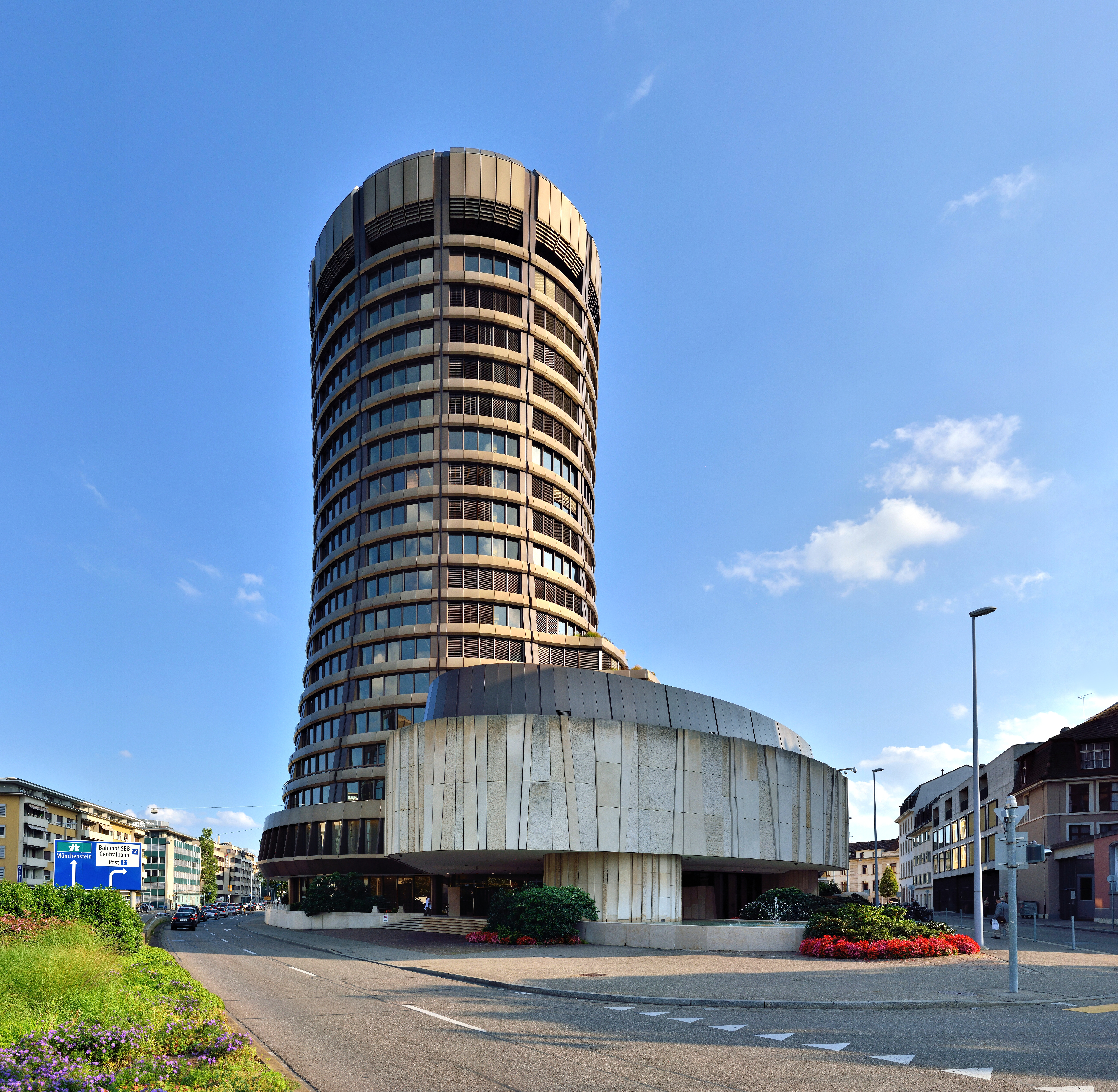
Hauptsitz der BIZ: der 19-stöckige BIZ-Turm beim Bahnhof SBB in Basel

## Mitglieder im Basler Ausschuss
Im Laufe der Zeit hat sich der Kreis der Mitglieder erweitert, die dem Basler Ausschuss für Bankenaufsicht angehören.
Neben Vertretern der zehn führenden Industrienationen (G10-Staaten) gehören dem Ausschuss mittlerweile auch Vertretungen der Länder Argentinien, Korea, Australien, Luxemburg, Mexiko, Brasilien, Russland, China, Saudi-Arabien, Singapur, Südafrika, Hongkong, Spanien, Indien, Indonesien und der Türkei an.
Allein im Jahr 2009 wurden vom Basler Ausschuss im Monat März auf einmal sieben zusätzliche Mitglieder aufgenommen und im Juni noch einmal sieben weitere neue Mitglieder.

## Verhältnis zur deutschen Bankenaufsicht
Die Verlautbarungen des Basler Ausschusses sind nicht rechtlich bindend. Es handelt sich nur um die Formulierung von Richtlinien und Empfehlungen.
Die Empfehlungen werden aber in der Regel in nationales Recht in passender Form übernommen. Dies kann durch eine Richtlinie der EU und ein Umsetzungsgesetz in Deutschland erfolgen. Die Umsetzung erfolgt aber seit Basel III und der CRR immer häufiger durch eine direkt rechtlich bindende europäische Verordnung, hierbei entfällt dann die nationale Umsetzung.

## Aufgaben und Ziele
Der Basler Ausschuss stellt ein Forum für regelmäßige Kooperation zwischen den Mitgliedern dar. Er trägt somit zur Verbesserung der Qualität und des Verständnisses von Bankenaufsicht weltweit bei durch:
- Informationsaustausch
- Verbesserung der Aufsichtstechniken
- Empfehlung aufsichtsrechtlicher Mindeststandards

Auf diese Weise trägt der Basler Ausschuss zur Stärkung des internationalen Bankensystems bei. Er schließt vorhandene Lücken im internationalen Bankaufsichtssystem.

## Eigenkapitalvereinbarungen
Der Basler Ausschuss hat seit 1988 drei Eigenkapitalvereinbarungen, die kurz als Basel I bis Basel III bezeichnet werden, veröffentlicht:
- Basel I: 1988 veröffentlicht.
- Basel II: 2004 veröffentlicht, in der EU ab 2007 verbindlich.
- Basel III: 2010 veröffentlicht, in der EU schrittweise Einführung ab 2013.
- Finalisierung von Basel III (auch „Basel IV“): Ende 2017 beschlossene signifikante Erweiterungen von Basel III. Umsetzung in der EU seit Juni 2021 (u. a. CRR 2 (Delegierte Verordnung (EU) 2019/876 und CRD IV).[8]